# クランカーティ伯爵
クランカーティ伯爵（クランカーティはくしゃく、英: Earl of Clancarty）は、イギリスの伯爵、貴族。アイルランド貴族爵位。これまでに2度創設され、第2期が存続している。同族にアシュタウン男爵家がある。

## 歴史

### マッカーティー家

マッカーティー家の紋章

コーマック・マクダーモット・マッカーシー(1552–1616)の息子チャールズ・マッカーシー(1570s–1641)は1620年3月24日に騎士爵に叙された後、1628年11月15日にアイルランド貴族であるコーク県におけるマスケリー子爵とブラーニー男爵に叙された。これらの爵位は初代の死後、まず次男ドノー・マッカーティー(1594–1665)およびその男系男子が継承し、それが断絶すると初代の男系男子が継承する、という継承順位が規定された。
この継承順位に基づき2代子爵となった次男ドノーは父の存命中にアイルランド庶民院議員を務め、1638年ごろにノバスコシアにおける準男爵に叙された。彼は1641年アイルランド反乱で反乱軍に加わったが、1651年のノックナクラッシーの戦いで初代ブロッグヒルのボイル男爵ロジャー・ボイル率いるイングランド共和国軍に敗れ、以降王党派に転じた。そして、王党派としての功績により1658年11月27日にコーク県におけるクランカーティ伯爵に叙された。
その孫にあたる4代伯爵ドノー・マッカーティー(1668–1734)はジャコバイトであり、ウィリアマイト戦争でジャコバイト軍に加わったが、1690年のコーク包囲戦で捕虜になり、ロンドン塔に投獄された。彼は1691年に領地と爵位を剥奪され、1694年にフランスに逃亡した。1698年にイングランドに戻って妻に会ったが、妻の弟にあたるスペンサー卿チャールズ・スペンサーが当局に密告したため再び投獄された。のちに出国を条件に釈放され、以降2度と帰国しなかった。
4代伯爵の息子ロバート・マッカーティー(1685–1769)は爵位を継承できなかったが、父の存命中に「マスケリー子爵」の儀礼称号を、父の死後に「クランカーティ伯爵」の称号を使用した。彼は1730年代にニューファンドランド総督を務めたが、爵位継承を認められなかったため1741年に移住して、1745年ジャコバイト蜂起に関与した。

### トレンチ家
政治家リチャード・トレンチ(1710–1768)の息子ウィリアム・パワー・キーティング・トレンチ(1741–1805)は29年間アイルランド庶民院議員を務めたのち、1797年11月25日にアイルランド貴族であるゴールウェイ県におけるガーバリーのキルコンネル男爵に、1801年1月3日にゴールウェイ県ダンローおよびロスコモン県バリナスローにおけるダンロー子爵に、1803年2月11日にコーク県におけるクランカーティ伯爵に叙された。
その息子である2代伯爵リチャード・ル・プア・トレンチ(1767–1837)は小ピット派の政治家であり、アイルランド庶民院議員、連合王国庶民院議員、アイルランド郵政長官、アイルランド貴族代表議員、商務庁長官を歴任した。このほか、外交官としては在オランダイギリス大使を務め、ウィーン会議のイギリス代表も務めた。その後、1815年8月4日に連合王国貴族であるゴールウェイ県におけるガーバリーのトレンチ男爵に叙され、駐蘭大使在任中の1818年7月18日にネーデルラント連合王国の爵位であるフースデン侯爵に叙された。さらに駐蘭大使の退任にあたり、1823年12月8日に連合王国貴族であるコーク県におけるクランカーティ子爵に叙された。
その曽孫にあたる5代伯爵ウィリアム・フレデリック・ル・プア・トレンチ(1868–1929)は広大な領地を相続したが、1891年に領地を担保に多額な借金をして、1907年にアイルランドにおいて、1910年にイングランドにおいて破産を宣告された。
5代伯爵の息子にあたる8代伯爵ウィリアム・フランシス・ブリンズリー・ル・プア・トレンチ(1911–1995)は1979年に貴族院で政府によるUFO研究を提唱した。
2024年現在の当主は8代伯爵の弟の息子にあたるニコラス・ル・プア・トレンチ(1952–)である。

## マッカーティー家

### マスケリー子爵（1628年）
- 初代マスケリー子爵チャールズ・マッカーシー（英語版）（1570年代 – 1641年）
- 第2代マスケリー子爵ドノー・マッカーティー（英語版）（1594年 – 1665年）
  - 1638年、準男爵に叙爵。1658年、クランカーティ伯爵に叙爵

### クランカーティ伯爵（1658年）
- 初代クランカーティ伯爵ドノー・マッカーティー（英語版）（1594年 – 1665年）
  - マスケリー子爵チャールズ・マッカーティー（英語版）（1633年/1634年 – 1665年）
- 第2代クランカーティ伯爵チャールズ・マッカーティー（1663年 – 1666年）
- 第3代クランカーティ伯爵キャラハン・マッカーティー（英語版）（1676年没）
- 第4代クランカーティ伯爵ドノー・マッカーティー（英語版）（1668年 – 1734年）
  - 1691年に爵位剥奪
  - マスケリー子爵ロバート・マッカーティー（英語版）（1685年 – 1769年）

## トレンチ家

### クランカーティ伯爵（1803年）
- 初代クランカーティ伯爵ウィリアム・パワー・キーティング・トレンチ（1741年 – 1805年）
- 第2代クランカーティ伯爵リチャード・ル・プア・トレンチ（英語版）（1767年 – 1837年）
  - 1815年、トレンチ男爵に叙爵。1818年、フースデン侯爵に叙爵。1823年、クランカーティ子爵に叙爵
- 第3代クランカーティ伯爵ウィリアム・トマス・ル・プア・トレンチ（1803年 – 1872年）
- 第4代クランカーティ伯爵リチャード・サマセット・ル・プア・トレンチ（英語版）（1834年 – 1891年）
- 第5代クランカーティ伯爵ウィリアム・フレデリック・ル・プア・トレンチ（英語版）（1868年 – 1929年）
- 第6代クランカーティ伯爵リチャード・フレデリック・ジョン・ドノー・ル・プア・トレンチ（1891年 – 1971年）
- 第7代クランカーティ伯爵グレヴィル・シドニー・ロッチフォート・ル・プア・トレンチ（1902年 – 1975年）
- 第8代クランカーティ伯爵ウィリアム・フランシス・ブリンズリー・ル・プア・トレンチ（1911年 – 1995年）
- 第9代クランカーティ伯爵ニコラス・ル・プア・トレンチ（英語版）（1952年 – ）

爵位の推定相続人はいない。

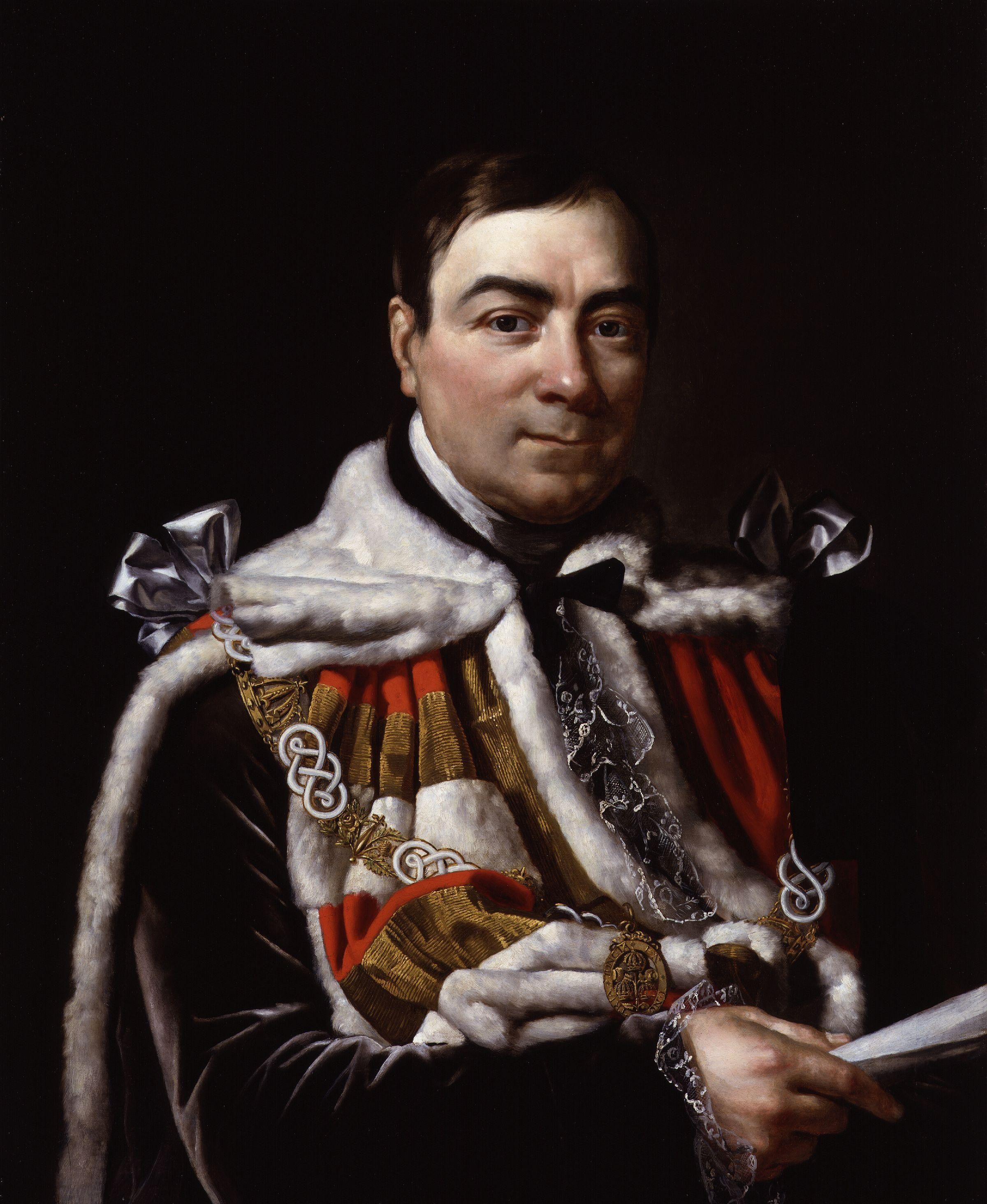
2代伯爵リチャード・ル・プア・トレンチ（英語版）
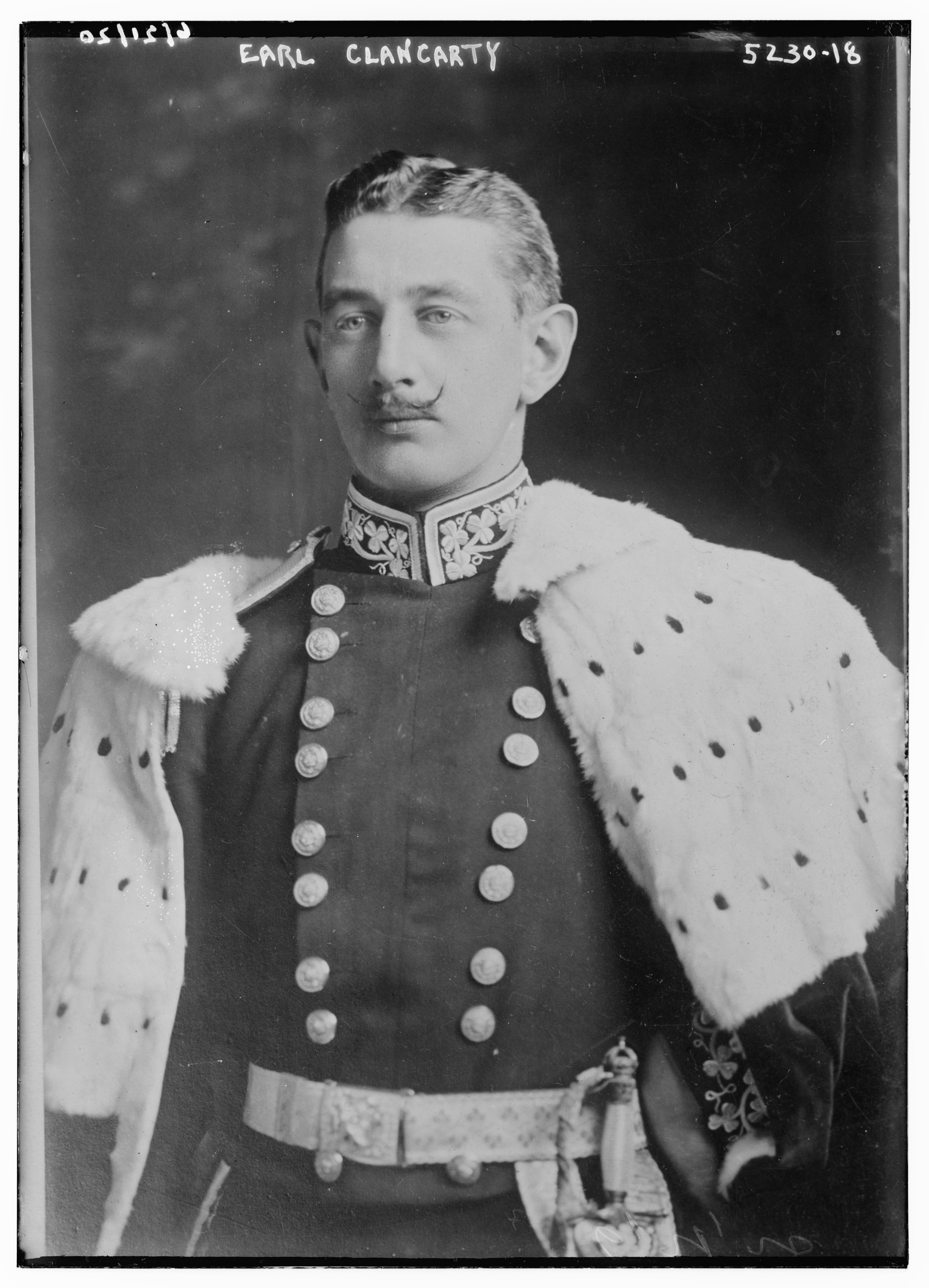
5代伯爵ウィリアム・フレデリック・ル・プア・トレンチ（英語版）